# 初戀 (1993年電影)
《初戀》（韓語：첫사랑）為1993年韓國愛情電影，由李明世執導，金惠秀、宋永彰主演。
本片在2023年由韓國電影資料館以4K技術進行數碼修復，其後於2024年12月3日在韓國推出藍光光碟。

## 劇情介紹
大學藝術系一年級新生映信期望大學生活，但只是在劇院和咖啡館遊蕩過平凡的校園生活。有一天，戲劇表演家昌旭欲邀請映信擔任戲劇班導演。映信覺得昌旭看似位邋遢的酒鬼，卻不知不覺地愛上了昌旭。對別人來說，昌旭的舉動或許只是曇花一現，但對映信來說，昌旭的每一句話都如同歌聲和詩意。然而，昌旭在幾次約會和初吻之後就離開了映信。

## 演員陣容
- 金惠秀 飾 朴映信
- 宋永彰 飾 姜昌旭
- 趙敏基 飾 金文洙
- 安海淑（朝鲜语：안해숙） 飾 朴映信之母
- 崔鍾元 飾 朴映信之父
- 金惠英 飾 朴映信之妹

## 獎項
| - 第31屆大鐘獎（1993年） - 「最佳導演獎」：李明世 - 「最佳女主角獎」：金惠秀 - 「最佳劇本獎」：李明世 - 「最佳美術獎」：趙隆三 - 「最佳燈光獎」：金東浩 - 第14屆青龍電影獎（1993年） - 「最佳電影獎」 - 「最佳導演獎」：李明世 | - 第14屆青龍電影獎（1993年） - 「最佳女主角獎」：金惠秀 - 「最佳劇本獎」：李明世 - 第29屆百想藝術大獎－電影部門（1993年） - 「最佳技術獎」：趙隆三（美術） - 第13屆韓國電影評論家協會獎（1993年） - 「最佳美術獎」：趙隆三 - 第38屆亞太影展（1993年） - 「評審團特別獎」 |

## 花絮
- 朴映信一角原定由崔真實飾演，因此崔真實婉拒了MBC電視劇《愛情是甚麼》的出演邀約選擇出演本片。然而，當看過劇本的崔真實對角色性格表示強烈不滿，最後導演李明世選擇金惠秀接演。[4]

## 外部連結
- 互联网电影数据库（IMDb）上《初戀》的资料（英文）
- 韩国电影数据库（KMDb）上《初戀》的資料